# 민주회복국민회의
민주회복국민회의(民主回復國民會議)는 1974년 12월에 결성된 대한민국의 시민 단체이다. 반유신·민주화 운동을 주도한 단체로 주요 인사들이 정부의 탄압으로 구속되면서 세가 기울었다. 

## 결성
1974년 4월 전국민주청년학생총연맹 사건(민청학련 사건)을 계기로 반유신·민주화 운동에 불이 붙어 그 해 11월 27일 종교계·학계·정계·언론계·법조계 등 71명이 모여 결성하였다. 함석헌, 이병린, 천관우, 김홍일, 강원용, 이희승, 이태영이 7인위원회를 구성했고 김대중 신민당 의원은 고문으로 참여했다. 그 외에도 윤보선, 백낙준, 유진오, 김영삼, 정일형, 법정 등이 함께했는데 서울 기독교회관에서 "모든 가능한 평화적 공동행동으로 자유와 민주주의를 쟁취하기 위해 서슴없이 나설 것"을 선언했다.
12월 25일 YMCA에서 정식으로 창립총회를 열어 정식 기구로 발족했다. 최고 기관은 대회로 하고 이를 대행하기 위한 기관으로 전국위원회를 두었으며, 15명으로 구성되는 대표위원회와 20명으로 구성되는 운영위원회, 고문회의, 사무국 등으로 구성하였다.

## 활동
1975년 1월 6일 초대 상임대표를 맡은 윤형중은 기자회견에서 '그릇된 방법으로 정권을 탐하지 말고 국민의 뜻에 따라 진퇴를 결정해야 한다'면서 "1인의 장기집권과 권력의 집중, 폭압과 기본권 유린을 보장하는 현행헌법의 철폐와 그에 다른 민주적 헌법의 채택 및 현정권의 대오 각성과 책임있는 결단만이 현재의 난국을 타개하는 길"이라고 강조했다.
이에 박정희 정권은 홍성우 사무국장과 김정례 운영위원 등 3명을 체포하는 것을 시작으로 이병린 대표위원을 간통 혐의로 수감하는 등 적극적인 대응에 나섰다. 
민주회복국민회의는 개헌에 특히 적극적이었는데 2월 12일에 유신 헌법 찬반 국민투표가 예정되자 신민당과 13개 사회단체와 함께 투표 거부를 호소하며 반유신 활동에 뛰어들었다.
지부 결성도 활발하게 진행되었다. 1월 10일 목포와 천안 등에서 자생적인 조직이 만들어져 산하 단체로 가입하겠다는 요청이 들어오면서 3월 초에는 7개 시도 지부와 20개 시군 지부가 결성되었다.
4월 7일에도 천관우 상임대표가 기자회견을 열어 "민주회복국민회의는 민주회복만이 아니라 이 나라를 살리는 최선의 길이라는 변함없는 신념 아래 개헌을 통한 민주회복을 실현하기 위해 더욱 힘차게 노력하겠다"고 밝히는 등 활동을 이어나갔지만 정권의 탄압으로 5월 17일 19개 지부가 자진 해체를 결정했다. 해당 지부들은 국제 정세의 긴박성과 이에 따른 안보의 중대성을 절감하여 해체했다고 밝혔으며, 같은 날 중앙위원회 사무차장을 맡고 있던 오태순도 국민회의로부터 탈퇴를 밝혔다. 19일에는 서울지부도 "박 대통령을 정점으로 일치단결하는 길만이 최선의 길이라는 것을 확신하고 국민총화대열에 적극 참여하기 위해" 해체를 선언했고, 21일에는 황호현 운영위원장이 "국론 통일과 국민총화만이 국가안보의 첩경이라고 믿는다"고 밝히면서 직을 사퇴했다.
이후 박정희 정권의 지속적인 탄압으로 민주회복국민회의는 사실상 활동 불능 상태로 접어들면서 막을 내렸다. 

## 참고 문헌
- 강준만 (2009). 《한국 현대사 산책 2》. 인물과사상사. ISBN 9788988410653.